# Medaille „Zum 250-jährigen Jubiläum Leningrads“

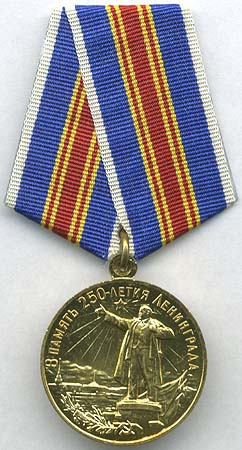
Avers der Medaille

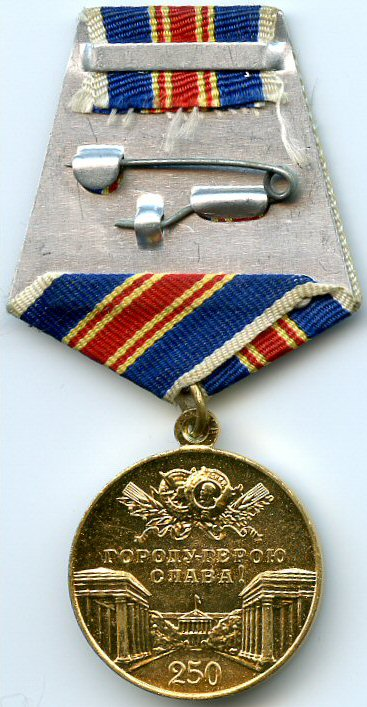
Revers der Medaille

Die Medaille „Zum 250-jährigen Jubiläum Leningrads“ (russisch Медаль «В память 250-летия Ленинграда») war eine Auszeichnung der Sowjetunion, die das Präsidium des Obersten Sowjets am 16. Mai 1957 anlässlich des 250. Jahrestages der Gründung von Leningrad gestiftet hatte.

## Verleihungsbedingungen
Die Medaille konnte dabei an zwei Gruppen von Menschen verliehen werden. Zum einen an die Verteidiger der Stadt Leningrad 1942 unabhängig vom Wohnort sowie an Arbeiter, Angestellte, Beamte, Hausfrauen, Kriegsinvaliden und Rentner aller Wirtschaftszweige mit einer Mindestwohndauer von 5 Jahren im Stadtgebiet von Leningrad oder einer seiner Vororte. Letztere Personengruppe musste während dieser Zeit einen wertvollen wirtschaftlichen oder kulturellen Beitrag der Stadt geleistet haben. Die Auslegung der Verleihungsbedingungen erfolgte großzügig, so dass 1.445.900 Menschen die Medaille erhielten.

## Aussehen und Trageweise
Die Medaille besteht aus Messing, schimmert golden und hat einen Durchmesser von 32 mm. Sie zeigt auf ihrem Avers das Bildnis eines Lenindenkmals unter einem strahlenden Sowjetstern vor dem Fluss Newa und der Skyline der Stadt Leningrad im Hintergrund. Umschlossen wird die Symbolik von der obigen halbkreisförmigen Umschrift: В память 250-летия Ленинграда (W pamjat 250-letija Leningrada, „Zum 250-jährigen Jubiläum von Leningrad“). Das Revers der Medaille zeigt am oberen Medaillenrand das Ordenszeichen des Leninordens sowie des Rotbannerordens, die beiden auf einem Gebilde von geflochtenen Ähren und Eichenlaubblättern ruhen. Darunter ist die zweizeilige Inschrift: городу-герою слава! (gorodu-geroju slawa!, „Ruhm der Heldenstadt!“) zu lesen. Darunter ist das Gebäude des Smolny-Instituts zu sehen sowie die darunterliegende Jubiläumszahl 250.
Getragen wird die Medaille an der linken oberen Brustseite des Beliehenen an einer blauen pentagonalen Spange mit einem 3 mm breiten weißen Saum. In die Mitte des Bandes ist ein 8 mm breiter roter senkrechter Mittelstreifen eingewebt. Dieser wird wiederum mit zwei gelben 0,5 mm breiten Fäden durchzogen, von denen der innere 1 mm vom äußeren entfernt liegt.